# Naoki Yamada
Naoki Yamada (jap. 山田 直輝 Yamada Naoki; ur. 4 lipca 1990) – japoński piłkarz, reprezentant kraju. Obecnie występuje w Shonan Bellmare.

## Kariera klubowa
Od 2008 do 2014 roku występował w klubie Urawa Reds. Od 2015 roku gra w zespole Shonan Bellmare.

## Kariera reprezentacyjna
W reprezentacji Japonii zadebiutował w 2009. W reprezentacji Japonii występował w latach 2009-2010. W sumie w reprezentacji wystąpił w 2 spotkaniach.

## Statystyki
| Reprezentacja Japonii | Reprezentacja Japonii | Reprezentacja Japonii |
| Rok                   | Mecze                 | Gole                  |
| --------------------- | --------------------- | --------------------- |
| 2009                  | 1                     | 0                     |
| 2010                  | 1                     | 0                     |
| Razem                 | 2                     | 0                     |